# قصر الحميدية
 قصر الحميدية  يرجع تاريخ بناء هذا القصر إلى العهد الكعبي في الأحواز ويقع في مدينة الحميدية في مركز مقاطعة الحميدية في الأهواز.
أدرج قصر الحميدية في قائمة تراث إيران في عام 1380 هجري شمسي برقم 3980. هذا البناء كباقي أثار الكعبيين في الأهواز عرضت للتخريب والتهديم.
قيل أن أول شخص عرف تاريخ وتراث الحميدية هو غانم سواري وسعي إلى حماية وصيانة الأثار التاريخية الموجودة في الحميدية والأهواز.خرب أكثر من ستين في المائة من قصر الحميدية وهذا حسب الإحصاءات التي صدرت قبل عشر سنين.

## المساحة وبناء قصر الحميدية
قصر الحميدية بمساحة 6 هكتارات ويتكون من أربع أبنية وبستان يشتمل على أنواع الفواكه والمركبات يقع على ضفة نهر الكرخة 

## تخريب قصر الحميدية
قبل عشر سنين وحسب إحصاءات الصحف الإيرانية بلغت نسبة تخريب القصر أكثر من ستين في المائة  إذ قامت دائرة المياه والكهرباء التابعة لوزارة الطاقة الإيرانية بالتعرض أكثر من عشر مرات للقصر باستخدام الوسائل الثقيلة حسب ما ورد في الوثائق. في كل يوم يتواصل تخريب هذا البناء التاريخي والأثري ولكن لم تصدر أي ردود فعل من الجهات المعنية كدائرة التراث.
سعى محبوا التراث للوقوف وحماية هذة الآثار المعرضة للتخريب ولكن كل مساعيهم لم تصل إلى نتيجة. وفي أخر مرة بعث 2000 شخص من محبي التراث رسالة اعتراضية إلى رئيس الجمهورية الإيراني حسن روحاني بدون جدوى إذ ما زالت أعمال التخريب جارية وسارية.